# Скайленд Истанбул
Скайленд Истанбул (на турски: Skyland İstanbul) е комплекс от три небостъргача със смесено предназначение в квартал Хузур на район Саръйер в Истанбул, Турция. Състои се от Скайленд Резиденс Тауър (284 m / 65 етажа), Скайленд Офис Тауър (284 m / 64 етажа) и Скайленд Хотел Тауър (180 m / 28 етажа). Кулите Скайленд Резиденс и Скайленд Офис са най-високите небостъргачи в европейската част на Истанбул, с височина 284 м. Сградите са проектирани от Питър Вон от Broadway Malyan.
Проектът, който има инвестиционни разходи от 700 милиона щатски долара, стартира през 2012 г. Трите кули разполагат с 830 резиденции, 504 офис пространства и петзвезден международен хотел с 300 стаи и конферентна зала с капацитет 550 места.